# Due grosse lacrime bianche
Due grosse lacrime bianche – utwór włoskiej wokalistki Ivy Zanicchi, napisany przez Piero Sofficiego i Claudio Daiano, nagrany i wydany w 1969 roku.
Singiel reprezentował Włochy podczas finału 14. Konkursu Piosenki Eurowizji w tym samym roku. Podczas koncertu finałowego, który odbył się 13 marca w Teatro Real w Madrycie, utwór został zaprezentowany jako szósty w kolejności i ostatecznie zdobył 5 punktów, plasując się na trzynastym miejscu finałowej klasyfikacji. Dyrygentem orkiestry podczas występu wokalisty był Ezio Leoni.
W zależności od wydania, na stronie B winylowej wersji singla znalazła się piosenka „Tienimi con te” lub „Papa’s Got A Brand New Bag” z repertuaru Otisa Reddinga. Oprócz włoskojęzycznej wersji utworu, wokalistka nagrała także piosenkę w języku niemieckim.

## Wydanie na albumach
| Album                                      | Data | Wytwórnia | Format | Nr katalogowy | Nr utworu  | Źródło |
| ------------------------------------------ | ---- | --------- | ------ | ------------- | ---------- | ------ |
| V.I.P della canzone n.2                    | 1968 | Rifi      | winyl  | RFL-LP 14034  | 1 (str. A) | [ 6 ]  |
| 1959 Ri-Fi 1969 – Ri-Fi Around the World   | 1969 | Rifi      | winyl  | RFS ST 14035  | 2 (str. A) | [ 7 ]  |
| Viva l’estate!                             | 1969 | Rifi      | winyl  | RAL-LP 11003  | 1 (str. B) | [ 8 ]  |
| Iva senza tempo                            | 1970 | Rifi      | winyl  | RFL-ST 14041  | 2 (str. A) | [ 9 ]  |
| Lo mejor de Iva Zanicchi                   | 1972 | Rifi      | winyl  | CPS 9207      | 3 (str. A) | [ 10 ] |
| Come prima                                 | 1979 | Rifi      | winyl  | RDZ ST 14312  | 2 (str. B) | [ 11 ] |
| Vi dedico le mie più belle canzoni, vol. 2 | 1996 | Joker     | CD     | CD 22044      | 7          | [ 12 ] |
| Singles Collection                         | 2006 | Graffiti  | CD     | CD 37678      | 7          | [ 13 ] |